# الخان (الشارقة)
الخان أو الخالدية هي منطقة في الإمارات في الشارقة. تقع جنوب غرب مدينة الشارقة وهي تطل على الخليج العربي.